# Indiska mästerskapet (volleyboll, damer)
Indiska mästerskapet i volleyboll för damer har spelats sedan 1953 mellan i huvudsak delstatslag. Det organiseras av Volleyball Federation of India tillsammans med lokala arrangörer.

## Resultat per år[1]
| Säsong               | Podium            | Podium            | Podium            |
| Mästare              | Tvåa              | Trea              |                   |
| -------------------- | ----------------- | ----------------- | ----------------- |
| 1953 mer information | Uttar Pradesh     | Madhya Pradesh    |                   |
| 1954 mer information | Punjab            | Delhi             |                   |
| 1955 mer information | Uttar Pradesh     | Punjab            |                   |
| 1956 mer information | Uttar Pradesh     | Punjab            |                   |
| 1957 mer information | Punjab            | Uttar Pradesh     |                   |
| 1958 mer information | Punjab            | Delhi             |                   |
| 1959 mer information | Punjab            | Madras            |                   |
| 1960 mer information | Punjab            | Madras            |                   |
| 1961 mer information | Punjab            | Madras            |                   |
| 1962 mer information | Punjab            | Kerala            |                   |
| 1963 mer information | Madras            | Punjab            |                   |
| 1964 mer information | Madras            | Delhi             |                   |
| 1965 mer information | Punjab            | Madras            |                   |
| 1966 mer information | Andhra Pradesh    | Madhya Pradesh    |                   |
| 1967 mer information | Punjab            | Andhra Pradesh    |                   |
| 1968 mer information | Andhra Pradesh    | Punjab            |                   |
| 1969 mer information | Punjab            | Kerala            |                   |
| 1970 mer information | Andhra Pradesh    | Punjab            |                   |
| 1971 mer information | Kerala            | Västbengalen      |                   |
| 1972 mer information | Kerala            | Västbengalen      |                   |
| 1973 mer information | Västbengalen      | Punjab            |                   |
| 1974 mer information | Kerala            | Västbengalen      |                   |
| 1975 mer information | Kerala            | Västbengalen      | Indiens järnvägar |
| 1976 mer information | Västbengalen      | Kerala            |                   |
| 1977 mer information | Indiens järnvägar | Västbengalen      |                   |
| 1978 mer information | Västbengalen      | Punjab            |                   |
| 1979 mer information | Kerala            | Indiens järnvägar |                   |
| 1980 mer information | Indiens järnvägar | Kerala            |                   |
| 1981 mer information | Kerala            | Indiens järnvägar |                   |
| 1982 mer information | Kerala            | Indiens järnvägar | P & T             |
| 1983 mer information | Indiens järnvägar | Kerala            |                   |
| 1984 mer information | Indiens järnvägar | Kerala            | P & T             |
| 1985 mer information | Kerala            | Tamil Nadu        | Indiens järnvägar |
| 1986 mer information | Indiens järnvägar | Kerala            | Tamil Nadu        |
| 1987 mer information | Indiens järnvägar | Tamil Nadu        | Kerala            |
| 1988 mer information | Indiens järnvägar | Tamil Nadu        | Kerala            |
| 1989 mer information | Indiens järnvägar | Tamil Nadu        | Kerala            |
| 1990 mer information | Indiens järnvägar | Tamil Nadu        | Kerala            |
| 1991 mer information | Indiens järnvägar | Tamil Nadu        | Maharashtra       |
| 1992 mer information | Indiens järnvägar | Tamil Nadu        | Punjab            |
| 1993 mer information | Indiens järnvägar | Tamil Nadu        | Kerala            |
| 1994 mer information | Indiens järnvägar | Kerala            | Tamil Nadu        |
| 1995 mer information | Indiens järnvägar | Kerala            | Tamil Nadu        |
| 1996 mer information | Indiens järnvägar | Kerala            | Tamil Nadu        |
| 1997 mer information | Indiens järnvägar | Västbengalen      | Punjab            |
| 1998 mer information | Indiens järnvägar | Kerala            | Andhra Pradesh    |
| 1999 mer information | Indiens järnvägar | Andhra Pradesh    | Tamil Nadu        |
| 2000 mer information | Andhra Pradesh    | Indiens järnvägar | Karnataka         |
| 2001 mer information | Indiens järnvägar | Kerala            | Tamil Nadu        |
| 2002 mer information | Indiens järnvägar | Kerala            | Karnataka         |
| 2003 mer information | Indiens järnvägar | Kerala            | Västbengalen      |
| 2004 mer information | Kerala            | Indiens järnvägar | Andhra Pradesh    |
| 2005 mer information | Indiens järnvägar | Kerala            | Andhra Pradesh    |
| 2006 mer information | Indiens järnvägar | Kerala            | Tamil Nadu        |
| 2007 mer information | Kerala            | Indiens järnvägar | Tamil Nadu        |
| 2008 mer information | Indiens järnvägar | Västbengalen      | Kerala            |
| 2009 mer information | Indiens järnvägar | Kerala            | Västbengalen      |
| 2010 mer information | Indiens järnvägar | Kerala            | Karnataka         |
| 2011 mer information | Indiens järnvägar | Kerala            | Västbengalen      |
| 2012 mer information | Indiens järnvägar | Kerala            | Andhra Pradesh    |
| 2013 mer information | Indiens järnvägar | Kerala            | Tamil Nadu        |
| 2014 mer information | Indiens järnvägar | Kerala            | Tamil Nadu        |
| 2015 mer information | Indiens järnvägar | Kerala            | Tamil Nadu        |
| 2016 mer information | Indiens järnvägar | Kerala            | Maharashtra       |
| 2017 mer information | Indiens järnvägar | Kerala            | Maharashtra       |
| 2018 mer information | Kerala            | Indiens järnvägar | Maharashtra       |
| 2019 mer information | Kerala            | Indiens järnvägar | Maharashtra       |
| 2020 mer information | Kerala            | Indiens järnvägar | Västbengalen      |
| 2021 mer information | Kerala            | Indiens järnvägar | Karnataka         |
| 2022 mer information | Kerala            | Indiens järnvägar | Västbengalen      |